# 堤宝山流
堤宝山流（つつみほうざんりゅう）は、日本の古武道の流派。組討、柔術・剣術などの総合武術である。

## 歴史
室町時代に開流した。
流祖は、小具足の達人の堤宝山である。堤宝山は念阿弥慈恩の14人いる弟子の1人とされ、刀槍と鎧組（組討・小具足・体術）を学んだ。日本剣道史研究家の森田栄（著書『堤宝山流秘書』）によると、建徳年間（14世紀）の人物とする。慈恩からの印可後は、下野国芳賀郡の守護となり、技の手数を整理し、鎧組を主として、一流を興す。その根幹は、乾坤一擲、敵の甲冑の上から骨身を打ち砕くものであり、「てつ丸の位」と称される。
古流組討ちであるため、右手指（馬手差・妻手差）を用い、完全な無手ではない。『堤宝山流武藤虎之助伝書』には、前後左右の敵に対応する投げ技の説明があり、また、鎖鎌・二刀・棒術に対しては、鞘の先に羽織を下げて応戦する「野中の幕」を用いる（この「野中の幕」は、柳生新陰流の外物の巻物では、対弓の盾として用いられる）。
宝山流歌伝には、「平法（＝兵法）の みなもとこそは 仏法よ いずれといはは（いわば） 法と答よ」とあり、宝山が僧を師としたことがわかる。
明治時代に制定された警視流木太刀形に、「八天切」が採用されている。

### 富江藩の堤宝山流
江戸時代の富江藩（現在の長崎県五島市富江町富江）で学ばれていた。
富江藩には大河内亀右衛門が堤宝山流を伝えたが皆伝の門弟がなく、印可の近藤平太郎（近藤市太郎）が指南に当たっていた。この間、富江藩士が参勤交代で江戸詰となった際に平田藤平が小田金右衛門に師事して免許皆伝を授かり富江藩に帰って師範となった。小田金右衛門に師事して免許を受け富江藩の師範となった者は平田藤平の他に中村順蔵、隅田惣右衛門がいる。富江藩主が文武推奨をした際に平田藤平が挙げられ藩の師範となって子弟の養成に努め、ここから山田悦蔵、鬼塚泰四郎、近藤勝平が免許皆伝を得た。
明治に入ってから元家士の有志により西新町に道場が設けられ、昭和10年頃まで富江村（現在の長崎県五島市富江町富江）で護身術として盛んに学ばれていた。1907年（明治40年）に行われた大日本武徳会長崎支部大演武会で近藤克己と大河内万蔵が堤宝山流の形を演武している。
富江藩の堤宝山流は表裏48手と五つの秘技を伝えていた。また伝位は裏目録,応変,中伝,免歌,免許,免許皆伝の六段階であった。五つの秘技は車投,片手技,内手組,青竜体,シコロクという名であり、いずれも一撃必殺の技で中伝以上を会得した者以外には決して教えられなかったとされる。
富江藩堤宝山流は近藤勝平を最後に免許皆伝者が跡を絶ったが、1957年（昭和32年）大分合同新聞等に連載の『九州武芸帳』という記事には免歌の大河内万蔵、中野助次郎、大河内喜作を中心に16名で活動していることが紹介された。
現在の伝承状況は不明である。

### 姫路藩の堤宝山流
姫路藩の石川全次郎如山が教えていた系統であり石川宝山流や石川流とも言われていた。
石川全次郎は堤宝山流二十四世惣統の武藤虎之助から柔術を学び姫路藩に伝えたとされる。
固技が特徴であるとされる。

## 内容
堤宝山流には月岡助左衛門が伝えた系統と武藤家が伝えた系統の二つがあった。

### 月岡系
月岡助左衛門が伝えたものは堤宝山流和合と書かれる。
居相
柄取、大小柄取、片手取、両手取、胸取、両胸取、片手捻、両手捻、横刀、逆刀、突刀、後抜刀
居相捕手
鏢返、鷲執、膝返、袖返
立相
柄取、大小柄取、片手取、両手取、胸取、両胸取、片手捻、両手捻、四手投、下手投、峯落、鹿一足、足取、諸足取、覆投、抱上、二人詰、三人詰、打刀、横刀、突刀、刀取
立相捕手
行合、行連、手取、乱刀取
應変
工夫物
鎧組五事大元
錣摧、片手波、四手組、青柳躰、車投

### 武藤系
形は居業と立相からなっており、各技に裏や変化が含まれている。また中利という当身急所の口伝も伝えられていた。
居業之部
柄取、大小柄取、胸取、片手取、両手取、片手捻、両手捻、奏者取、胸刀、入違刀、突手留、後提刀、上段刀
居業執手之部
鐺返執、無双執、請身返執、鷲掛爪執
立相之部
胸取、柄取、大小柄取、片手取、両手取、髻取、四手取、片手捻、両手捻、後投、横刀、突手留、提刀、大乱、小乱、片足取、請足取、鯉一鱍、前篗、後篗、箭倉落、手篗釣、胸篗釣、鹿一足、戈縛、
立相執
鷲羽返、行連、瀧溶、峯落、天狗倒、獅子乱、二人詰、三人詰